# Быково (Порздневское сельское поселение)
Бы́ково — деревня в Лухском районе Ивановской области России, входит в состав Порздневского сельского поселения.

## География
Расположена на берегу речки Мазница в 12 км на северо-восток от центра поселения села Порздни и в 27 км на северо-восток от районного центра посёлка Лух.

## История
В XIX — первой четверти XX века деревня входила в состав Якушевской волости Юрьевецкого уезда Костромской губернии, с 1918 года — Иваново-Вознесенской губернии. В 1907 году в деревне было 52 двора. 
С 1935 года деревня являлась центром Быковского сельсовета Лухского района Ивановской области, с 2005 года — в составе Порздневского сельского поселения. 

## Население
| 1872 | 1897 | 1907 | 2002 | 2010 |
| ---- | ---- | ---- | ---- | ---- |
| 184  | →184 | ↗258 | ↗338 | ↗353 |

## Инфраструктура
В деревне имеются фельдшерско-акушерский пункт, отделение почтовой связи. До 2010 года действовала Быковская средняя школа.